# 登克林根
登克林根是德国巴伐利亚州的一个市镇。总面积56.76平方公里，总人口2548人，其中男性1287人，女性1261人（2011年12月31日），人口密度45人/平方公里。